# Ida Johnsen
Ida Anna Helene Johnsen (født Jessen, 26. marts 1844 i Randers, død 31. juli 1924 i København) var en dansk sygeplejerske og organisator og pioner inden for sygeplejegerningen.

## Familie og opvækst
Ida Jessen var det yngste barn af overførster Nicolai Jacob Jessen og dennes første hustru Henriette Selma von Dirckinck-Holmfeld. Blandt hendes ældre søskende var sprogforskeren Edwin Jessen og Malvina Jessen som blev gift med ejer af Tjele Gods og senere finansminister Christian Lüttichau.
Moren døde da Ida Jessen var et år gammel, og hun blev anbragt hos sin moster Pouline Lüttichau på Tjele Gods indtil 1848 hvor hendes far giftede sig med Caroline Wilhelmine Jessen. Ida Jessens forhold til stedmoren var dårligt, og efter hun var konfirmeret boede hun i nogle år hos to ugifte fastre i København. I 1862 bad hun sin far om tilladelse om at læse til lærerinde, men fik ikke lov. Ida Jessen flyttede hjem til Randers i 1863 hvor hun efter opfordring fra præsten Dines Pontoppidan begyndte at deltage i arbejdet på byens asyl. Efter faren døde i 1866 blev hun trods modstand fra alle andre i familien end stedmoren optaget som elev på Diakonissestiftelsen som var åbnet i 1863 og uddannede sig til sygeplejerske under forstanderinde Louise Conring.

## Sygeplejerske og organisator
I 1868 blev hun ansat som stuekone på Almindelig Hospital som den første "dannede kvinde" hvor hun arbejdede under overlæge L.I. Brandes som arbejdede på at reformere sygeplejen. Hun blev i 1870 gift med sygehuspræsten Johan Vilhelm Johnsen og måtte som gift kone opgive stillingen på sygehuset.
Johan Johnsen blev præst i Tårnby og Sundby i 1870, et tætbefolket område med mange arbejderfamilier og ofte dårlige boligforhold. Her oprettede Ida Johnsen Danmarks første sygeplejeforening som ansatte fire hjemmesygeplejersker i Sundby. Der blev også oprettet en på Christianshavn. Sygeplejeforeningerne blev finansieret af både kontingent og offentlige midler. Derved undgik hjælp fra sygeplejeforeningen at have karakter af fattighjælp. Kontingentet var beskedent, men velstillede familier kunne yde støtte ved at betale et større kontingent. Jessens arbejde blev støttet af overlæge Brandes og fabrikant L.P. Holmblad i Sundby. Johan Johnsen blev sognepræst i Vamdrup ved Kolding efter kun fem år, og Ida Johnsen måtte flytte med. På det tidspunkt var der ansat 11 hjemmesygeplejersker, og sygeplejeforeningerne havde udbredt opbakning blandt beboerne.

## Senere virke
I Vamdrup hjalp Johnsen sin mand med at navigere mellem grundtvigianiere, pietister og Indre Mission som stredes i området. Johan Johnsen som ikke tilhørte nogen af fløjene, blev provst i 1879.
I 1887 døde Johan Johnsen 50 år gammel, og Ida Johnsen flyttede til København hvor hun blev klasselotterikollektrice. Hun skrev artikler til Dansk Kvindesamfunds blad Kvinden og Samfundet og udgav sin selvbiografi Mellem to Tidsaldre i 1915.